# Par de Reis
Pair of Kings (Par de Reis, em Portugal e Brasil) foi uma sitcom do canal infanto-juvenil americano Disney XD. Criada por Dan Cruz e David Raad, é estrelada por Mitchel Musso (até a 2ª temporada), Doc Shaw e Adam Hicks (a partir da 3ª temporada). É coestrelada por Kelsey Chow e Ryan Ochoa, e com participação especial de Geno Segers. A série começou a ser produzida no dia 15 de fevereiro de 2010 e estreou, nos Estados Unidos, em setembro de 2010. A série é filmada a frente de uma plateia ao vivo. Em 17 de janeiro de 2011, a Disney XD confirmou a produção da série para uma segunda temporada. As filmagens para a segunda temporada iniciou-se em 1 de fevereiro de 2011, de acordo com o site Deadline. Par de Reis foi confirmada a série mais assistida do Disney XD, principalmente entre adolescentes, passando até o veterano Zeke & Luther. A segunda temporada estreou nos EUA em 13 de junho de 2011. Em 12 de dezembro de 2011, Disney XD renovou a série Pair of Kings para uma terceira temporada. Mitchel Musso não retornará para a nova temporada, e seu personagem será substituído por um novo personagem interpretado por Adam Hicks. Em 03 de Novembro de 2012, Adam Hicks confirmou Via Twitter que o Disney XD não renovou a série para uma 4ª Temporada,em 2014.

## História
A série centra-se nos irmãos Boomer e Brady e posteriormente Boz (Doc Shaw, Mitchel Musso e Adam Hicks, respectivamente), gêmeos fraternos de 16 anos de idade (um afro-americano e um branco), que foram criados por seus tios em Chicago e vivem um vida normal. No entanto, um dia quando Mason, o secretário e conselheiro real do trono da ilha de Kinkow, chega a sua escola para informar os irmãos que eles são herdeiros do trono da ilha, Brady e Boomer percebem que suas vidas estão prestes a mudar drasticamente ao se tornarem reis da ilha.
Depois de fazer a descoberta, os irmãos se mudam para Kinkow para assumir seus papéis como reis conjunto (era para o mais velho dos gêmeos ser o único rei mas não há registro dizendo qual dos gêmeos é o mais velho, o que os obriga dividirem o trono) da nação insular, que tem muitos costumes e superstições estranhas - embora tentando não causar problemas. Boomer e Brady muitas vezes são prejudicados por Lanny, o primo adolescente deles que teria assumido o trono se não fosse eles. Assim, Boomer e Brady passam a ser ajudados pela filha adolescente de Mason, Mikayla, que torna-se amiga dos reis e sonho amoroso de Brady.
Mas na 3ª  temporada, Mitchel Musso sai do elenco por problemas relacionados ao dirigir bêbado, e é substiuido por Boz, o irmão gêmeo perdido, que era o rei de Mindu mas tiveram que fugir pra Kinkow após Boz acidentalmente afundar a ilha. 

## Elenco

### Principal
| Atores        | Personagens     | Temporadas | Temporadas | Temporadas   |
| Atores        | Personagens     | 1ª         | 2ª         | 3ª           |
| ------------- | --------------- | ---------- | ---------- | ------------ |
| Mitchel Musso | Brady Parker    | Principal  | Principal  | Participação |
| Doc Shaw      | Boomer Parker   | Principal  | Principal  | Principal    |
| Adam Hicks    | Boz Parker      | —          | —          | Principal    |
| Kelsey Chow   | Mikayla Makoola | Principal  | Principal  | Principal    |
| Ryan Ochoa    | Lanny Parker    | Principal  | Principal  | Principal    |
| Geno Segers   | Mason Makoola   | Principal  | Principal  | Principal    |

### Brady Parker
Embora não seja valente, Brady demonstra-se muito responsável. Costuma demonstrar nervosismo em situações sociais e tende a se atrapalhar, mas está sempre pronto para enfrentar a grande tarefa de ser rei. É apaixonado por Mikayla desde o primeiro momento em que a viu. Na primeira temporada, Brady espalha para toda a ilha que é o irmão mais velho, só por ter inveja de Boomer. É interpretado pelo ator e cantor Mitchel Musso porém Mitchel Musso não é mais ator pois foi pego dirigindo bêbado, agora a serie conta com Adam Hicks da série Zeke & Luther como um terceiro gêmeo, o que muitos fãs reprovaram por "querer ver Brady e Mikayla juntos".

### Boz Parker
Outro irmão gêmeo de Brady e Boomer, descoberto na terceira temporada.Boz não gosta muito de Mikayla porque ela se parece com sua ex-namorada. Boz foi criado por macacos até os 10 anos,depois foi adotado pelos reis de Mindu, onde se tornou Rei até sua ilha ser afundada.
É interpretado pelo ator e cantor Adam Hicks.

### Boomer Parker
Boomer é o gêmeo mais seguro de si. Está sempre pronto para lidar com situações sem pensar duas vezes e fica surpreso quando as coisas não saem como planejado. É preguiçoso mas leal. É interpretado pelo ator e cantor Larramie "Doc" Shaw.

### Mikayla Makoola
Filha de Mason. Bonita, inteligente, habilidosa, divertida e especialista em artes marciais, tem também a função de impedir os reis de destruirem a ilha ou fazerem alguma besteira. Brady é apaixonado por Mikayla, mas essa paixão parece (somente parece) não ser correspondida. É interpretada pela atriz Kelsey Chow.

### Lanny Parker
Primo distante dos reis, Lanny seria rei da ilha,se não existisse os gêmeos. Com inteligência, malícia, decisão e seu peixe Yamakoshi, planeja todo tipo de armadilhas para conseguir usar a coroa - embora em alguns poucos episódios, isso aconteça por conta de os reis estarem encrencados ou desaparecidos. É interpretado pelo ator Ryan Ochoa.

### Mason Makoola
Guarda-costas dos reis, é forte, sábio, confiável e habilidoso, é o pai que os gêmeos nunca tiveram - embora os mesmos tenham, em certas ocasiões, medo dele. É pai de Mikayla. Nos primeiros episódios, Mason não admitia que os reis se aproximassem de sua filha, tema esse deixado um pouco de lado com o passar dos episódios. Preocupa-se muito com os reis. É interpretado pelo ator Geno Segers.

### Secundário
- Tichina Arnold como Tia Nancy - irmã da mãe de Boomer e Brady, Nancy cuidou deles desde quando os seus pais faleceram. É muito extrovertida, mas muito rigorosa. Participou dos episódios "O Retorno dos Reis, Parte 1" e "As Coisas Mordidas".
- John Eric Bentley como Tio Bill - Marido de Nancy, muito brincalhão e é tio de Boomer e Brady, era muito amigo dos pais deles, e é um pai para eles. Participou dos episódios: "O Retorno dos Reis, Parte 1" e "As Coisas Mordidas".
- Martin Klebba como Hibachi - Um surfista da praia chredder, super briguento. Participou apenas dos episódios: "Valentão no Bingo da Praia", "Os Reis Abaixo das Minhas Asas" e "Par de Clubes".
- Leslie Anne Huff como Aerosol - Uma sereia do mal que sempre está em busca de garotos, para levá-los para o fundo do mar, com sua sedução. Participa apenas do episódio "Um Conto de Sereia".
- Madison Riley como Sereia Amazônia - Uma sereia loira e burra, melhor amiga de Aerosol. Lanny se apaixonou por ela. Aparece apenas no episódio "Um Conto de Sereia".

## Episódios
| Temporada | Temporada | # Episódios | Exibição original | Estreia da temporada   | Final da temporada      |
| --------- | --------- | ----------- | ----------------- | ---------------------- | ----------------------- |
|           | 1         | 21          | 2010-2011         | 10 de setembro de 2010 | 9 de maio de 2011       |
|           | 2         | 25          | 2011-2012         | 13 de junho de 2011    | 16 de abril de 2012     |
|           | 3         | 22          | 2012-2013         | 18 de junho de 2012    | 18 de Fevereiro de 2013 |

## Dublagem / Dobragem
| Elenco de dublagem | Elenco de dublagem | Elenco de dublagem   |  |
| Personagem         | Dobragem Portugal  | Dublagem Brasil      |  |
| ------------------ | ------------------ | -------------------- |  |
| Brady              | Tiago Retré        | Robson Kumode        |  |
| Boz                | Luís Lobão         | Thiago Keplmair      |  |
| Boomer             | Guilherme Macedo   | Yuri Chesman         |  |
| Mikayla            | Sandra de Castro   | Priscila Franco      |  |
| Lanny              | André Raimundo     | Matheus Moreira      |  |
| Mason              | seno rogers        | Alexandre Marconatto |  |
| Tia Nancy          | Leonor Alcácer     | Adriana Pissardini   |  |
| Tio Bill           | Rui Paulo          | Marco Antônio Abreu  |  |